# Michael Traini
Michael Traini (ur. 21 lipca 1988 w Rimini) – włoski piłkarz występujący na pozycji napastnika.

## Kariera klubowa
Traini w trakcie swojej kariery występował we włoskich zespołach z niższych lig – głównie Serie D – oraz w sanmaryńskich klubach SS Folgore/Falciano i SP Tre Fiori. W barwach SS Folgore/Falciano wystąpił dwukrotnie w rozgrywkach międzynarodowych: w kwalifikacjach Ligi Mistrzów 2015/16 (bramka w dwumeczu z FC Piunik) oraz kwalifikacjach Ligi Europy 2016/17 (gol w dwumeczu z AEK Larnaka). Będąc zawodnikiem SP Tre Fiori, Traini wywalczył w 2022 roku Superpuchar San Marino.

## Sukcesy
SP Tre Fiori
- Superpuchar San Marino: 2022[2]